# Vinzenz Muchitsch
Vinzenz Muchitsch (25. února 1873 St. Leonhard – 18. září 1942 Štýrský Hradec) byl rakouský sociálně demokratický politik, na počátku 20. století poslanec Říšské rady, v meziválečném období poslanec rakouské Národní rady a starosta Štýrského Hradce.

## Biografie
Vychodil národní školu a profesně působil jako správce. Angažoval se v Sociálně demokratické straně Rakouska. Od roku 1904 zasedal v obecní radě Štýrského Hradce. Byl předsedou všeobecné dělnické nemocenské pokladny.
Na počátku 20. století se zapojil i do celostátní politiky. Ve volbách do Říšské rady roku 1907, konaných poprvé podle rovného a všeobecného volebního práva, získal mandát v Říšské radě (celostátní zákonodárný sbor) za obvod Štýrsko 6. Usedl do poslanecké frakce Klub německých sociálních demokratů. Mandát obhájil za týž obvod i ve volbách do Říšské rady roku 1911. Ve vídeňském parlamentu setrval až do zániku monarchie.Profesně byl k roku 1911 uváděn jako správce.
Po válce zasedal v letech 1918–1919 jako poslanec Provizorního národního shromáždění Německého Rakouska (Provisorische Nationalversammlung), následně od 4. března 1919 do 2. července 1920 jako poslanec Ústavodárného národního shromáždění Rakouska, stále za rakouskou sociálně demokratickou stranu.
Zasedal i jako poslanec Štýrského zemského sněmu. V letech 1919–1934 byl starostou Štýrského Hradce.